# Narsarsuaq flygplats

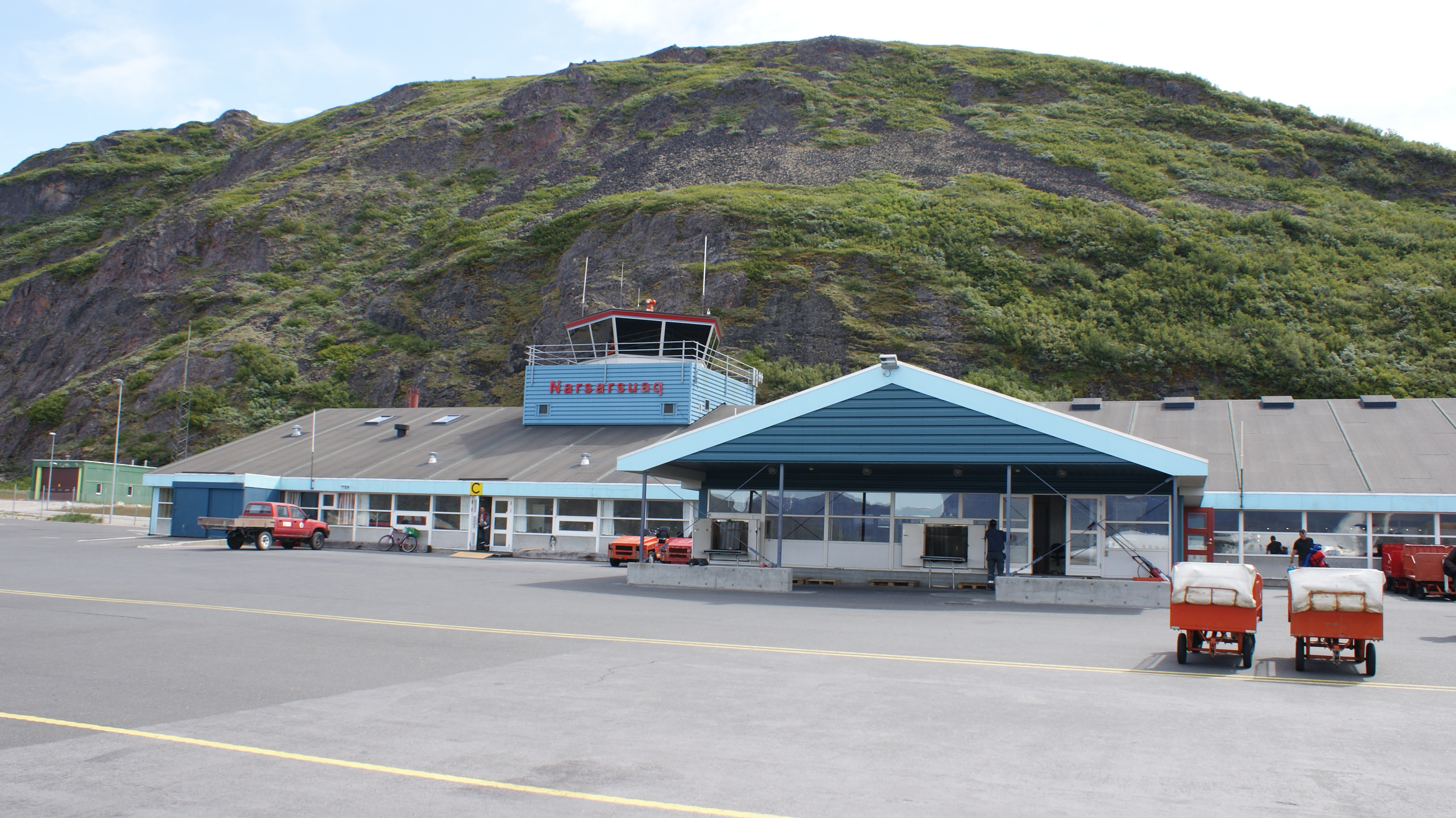
Narsarsuaq flygplats.

Narsarsuaq flygplats (grönländska: Mittarfik Narsarsuaq) (IATA: UAK, ICAO: BGBW) är en flygplats belägen vid samhället Narsarsuaq på Grönland. Det är den ena av de tre flygplatser på Grönland som hanterar civila jetplan. Övriga tar bara små propellerplan i och med korta banor. Samhället är mycket litet (mindre än 200 invånare), och de flesta resenärer flyger vidare med helikopter.

## Flygbolag och destinationer
- Air Greenland: Kangerlussuaq, Nuuk, Paamiut, Köpenhamn (sommar)
- Air Greenland med helikopter: Alluitsup Paa, Kangilinnguit, Nanortalik, Narsaq och Qaqortoq
- Air Iceland: Reykjavik (sommar)

## Historia
1941 byggde USA en flygbas vid Narsarsuaq kallad Bluie West One. Tusentals plan tankade här väg från flygplanfabriker i Nordamerika till krigszonen i Europa. Flygbasen användes också av plan som jagade tyska ubåtar. Upp till 4000 personer var stationerade på flygbasen under kriget. Civil flygtrafik började 1949. 1988 övergick flygplatsen i civil grönländsk ägo.
Liksom Kangerlussuaq flygplats är Narsarsuaq flygplats placerad av USA på en undanskymd plats, delvis för att minska intresset för flygbaserna hos allmänheten, vilket idag gör att anslutningsflyg (för Narsarsuaq med helikopter) behövs till orterna i regionen.